# Dorottya Behumi
Dorottya Behumi (* 1975) ist eine ungarische Sängerin und Querflötistin. Ihr Vorname wird oft auch in der Kurzform Dóra oder Dóri angegeben.

## Leben
Dorottya Behumi absolvierte eine Ausbildung an der Franz-Liszt-Musikakademie in Budapest, die sie 1998 mit dem Diplom im Bereich klassische Querflöte und Jazzgesang abschloss. Im selben Jahr gründete sie ihre eigene Formation Dórika és a Rombolók. Daneben sang sie bei der Gruppe Jazz+Az. Später wirkte sie als Sängerin und Querflötistin bei der Big Band Swing Ladies Hungary. Seit 2009 ist sie Mitglied der Gruppe Budapest Bár und auf mehreren Alben der Gruppe zu hören. Sie erhielt als Auszeichnung mehrfach Goldene bzw. Platinschallplatten. Weiterhin arbeitete sie mehrere Jahre als Moderatorin bei dem ungarischen Radiosender Radiocafé 98.6.

## Musikgruppen (Auswahl)
Dorottya Behumi ist bzw. war Mitglied der folgenden Formationen:
- Budapest Bár
- Dórika és a Rombolók (mit Áron Romhányi (Keyboard), Zoltán Schneider (Gitarre), György Frey (Bass) und Zsolt Mike (Schlagzeug))
- Jazz+Az
- Swing Ladies Hungary